# Bazaiges
Bazaiges település Franciaországban, Indre megyében. Lakosainak száma 213 fő (2022. január 1.). Bazaiges Baraize, Ceaulmont, Celon, Éguzon-Chantôme, Parnac és Vigoux községekkel határos.

## Népesség
A település népességének változása:
| Lakosok száma | 382  | 306  | 244  | 232  | 217  | 215  | 205  | 199  | 198  | 213  |
|               | 1968 | 1982 | 1990 | 2006 | 2013 | 2015 | 2017 | 2019 | 2020 | 2022 |